# グループ・ディスカッション
グループ・ディスカッションとは、複数の被験者による討論のことをいう。集団討論ともいう。

## 概要
概要としては、複数の被験者を集め、特定のテーマについて討論してもらうものである。多くの場合で時間制限がある。これらは、議論の中身が結果として注目される場合もあるが、議論の過程や被験者とそのコメントが注目される場合（人物試験など）もある。

## 目的
企業がマーケティングのため、意識調査の一環で行うことがある。これによってニーズや消費者の気になるキーワードを確かめる意義がある。また就職試験でも人物試験として頻繁に行われており、この場合は一般論や正論を述べることが評価されるとは限らず、討論の結果よりも被験者のコメントおよびコミュニケーション能力、集団の中での役割が注目される。